# 郑州市民公共文化服务区
郑州市民公共文化服务区是位于中国河南省郑州市中原区的文化中心，又称郑州中央文化区或郑州CCD（英語：Central Culture District）。区域范围为南水北调总干渠以南，陇海路以北，凯旋路以西，西四环以东，总占地1.53平方公里，总投资300亿。区域内主要建设“四个中心”，即奥体中心、市民活动中心、文博艺术中心和现代传媒中心。这些建筑群于2015年12月1日开工。

## 主要建筑

### 郑州奥林匹克体育中心
郑州奥体中心于2019年6月18日完工，由中国建筑西南设计研究院设计，包括体育场、体育馆、游泳馆以及配套商业设施，曾经作为为中华人民共和国第十一届少数民族传统体育运动会的主会场。

### 郑州市民活动中心
郑州市民活动中心由哈尔滨工业大学建筑设计研究院设计，拥有供市民参加体育活动和举办艺术展览等功能。

### 郑州美术馆新馆
郑州美术馆新馆位于丹水大道与长椿路口东南侧，由同济大学建筑设计研究院设计，于2020年12月25日开放。

### 郑州博物馆新馆
郑州博物馆新馆2019年5月竣工，为河南省最大的博物馆，于2021年4月30日开馆。

### 郑州大剧院
郑州大剧院位于雪松南路与丹水大道交叉口西南侧，由哈尔滨工业大学建筑设计研究院设计，于2020年11月8日投入使用。

### 郑州现代传媒中心
包括郑州报业大厦和广电中心，郑州报业集团负责投资建设报业大厦，地上共21层；郑州人民广播电台、郑州电视台负责投资建设郑州广电中心。

### 中央大街
区域内建设了长约1.75公里，宽约57米的地下街，计划设置商铺200余间。项目建成后将成为河南最大的地下商业街。

## 交通设施
区域内规划建设4.9公里长的地下交通环廊和约3.1公里长的地下管廊。区域内的轨道交通有地铁14号线和规划中的6号线。
| 郑州地铁 614 奥体中心站 郑州公交 \| 丹水大道长椿路 \| 丹水大道长椿路 \| 丹水大道长椿路 \| 丹水大道长椿路 \| 丹水大道长椿路 \| \| 编号 \| 路线 \| 路线 \| 路线 \| 备注 \| \| -------------- \| -------------- \| -------------- \| -------------- \| -------------- \| \| S113 \| 西悦城公交站 \| ⇆ \| 建设路西三环 \| \| |              |      |              |      |
| 丹水大道长椿路 |              |      |              |      |
| 编号 | 路线         | 路线 | 路线         | 备注 |
| S113 | 西悦城公交站 | ⇆    | 建设路西三环 |      |